# Leonid-Otto Sirelius
Leonid-Otto Ottowicz Sirelius zwany też Otto Leonidas (ros. Леонид-Отто Оттович Сирелиус; ur. 2 maja?/14 maja 1859 w Petersburgu, dokładna data śmierci nieznana, najprawdopodobniej w 1918/1920 w Piotrogrodzie lub ok. 1930 w Finlandii) – generał piechoty Armii Imperium Rosyjskiego pochodzenia fińskiego. Znany też jako Otto Leonidas Sirelius.

## Życiorys
Urodził się w szlacheckiej rodzinie pochodzenia fińskiego. Był synem generała majora Otto Arvida Ferdinanda Sireliusa (1818–1892) i Marii Stackelberg (1831–1907). Sireliusowie byli wyznania luterańskiego, a jego bracia także dosłużyli się wysokich stopni oficerskich w rosyjskiej armii. Leonid-Otto swą służbę wojskową rozpoczął 27 sierpnia 1877. W 1879 roku ukończył 1 Pawłowską Szkołę Wojskową, a następnie został przyjęty do gwardii, gdzie służył w elitarnym Lejb-Gwardyjskim Pułku Preobrażeńskim. W 1885 roku został absolwentem Nikołajewskiej Akademii Sztabu Generalnego, którą ukończył z wynikiem pierwszej kategorii. W tym samym roku oddelegowany został do dyspozycji Wileńskiego Okręgu Wojskowego, a od listopada 1885 do grudnia 1887 roku służył jako adiutant w sztabie 26 Dywizji Piechoty. Przez kolejny rok był przydzielony do Lejb-Gwardyjskiego Fińskiego Pułku, gdzie w ramach szkolenia oficerskiego dowodził batalionem. Do 1890 roku służył w 2 Korpusie Armijnym, a następnie przez dwa lata pracował w sztabie generalnym. Do października 1895 roku służyłw 4 Brygadzie Strzeleckiej, a następnie w latach 1895–1897 był oficerem przy sztabie Odeskiego Okręgu Wojskowego. Kolejne pięć lat spędził poza Rosją. Od stycznia 1897 do czerwca 1903 był agentem wojskowym w Danii i Szwecji. Po powrocie do kraju, awansowano go do stopnia generała majora, a także powierzono mu dowództwo Lejb-Gwardyjskiego Pułku Jegrów, które sprawował przez blisko trzy lata, do lutego 1906. W kolejnych dwóch latach Sirelius dowodził 1 Brygadą 1 Dywizji Piechoty Gwardii, a następne dwa spędził na pozycji dowódcy 23 Dywizji Piechoty.
W latach 1910–1914 Otto Sirelius stał na czele 3 Dywizja Piechoty Gwardii. Z tym przydziałem zastał go wybuch I wojny światowej. W sierpniu 1914 roku dowództwo Frontu Północno-Zachodniego wydało rozkaz przegrupowania jego dywizji z Warszawy w rejon Sokółki, by przeprowadzić operacje wojskowe w rejonie Grodna i Białegostoku. Następnie Sirelius otrzymał rozkaz powrotu w okolice Warszawy i przegrupowania się na Mławę. Z tego powodu 3 Dywizja Piechoty Gwardii wzięła udział tylko w końcowych operacjach 2 Armii na terenie Prus Wschodnich, biorąc m.in. udział w operacji zajęcia Nidzicy. Sirelius wraz z 3 Dywizją Piechoty Gwardii brał też udział w bitwie pod Tanennbergiem. W czasie jej trwania, 18 sierpnia 1914 roku, generał Aleksandr Samsonow mianował go dowódcą I Korpusu Armijnego w miejsce nieudolnego generała Leonida Artamonowa. W końcowej fazie bitwy, ok. 28–29 sierpnia dowodzone przez Sireliusa oddziały nie posuwały się z wystarczającą szybkością by przeciwdziałać posunięciom Niemców. Przy odrobinie chęci, byłby on w stanie podjąć próbę wybicia korytarza, przez który część z rosyjskich żołnierzy byłaby w stanie wycofać się z okrążenia. Sirelius zachował bierność i nie wykorzystał tej okazji, a po tym jak od ocalałych żołnierzy dowiedział się o katastrofie rosyjskiego centrum, ocenił, że wróg ma przewagę i podjął decyzję o wycofania się z Nidzicy w nocy z 29 na 30 sierpnia. Za tę decyzję miał być później potępiany i w konsekwencji za opieszałość i opuszczenie Nidzicy bez rozkazu, został ostatecznie odwołany. Decyzja ta została podjęta przez Naczelne Dowództwo 30 sierpnia 1914 roku. Znalazł się następnie w rezerwie dowództwa w Mińsku, a już w grudniu tego roku, mimo wcześniejszych niepowodzeń, otrzymał awans na stopnień generała piechoty. Miesiąc wcześniej, 5 listopada, objął dowództwo 23 Korpusu Armijnego, które pełnił do 28 grudnia. Od kwietnia do czerwca 1915 roku dowodził 37 Korpusem Armijnym. Przez przeszło dwa kolejne lata, od października 1915 do kwietnia 1917 roku Leonid-Otto Sirelius był dowódcą 4 Syberyjskiego Korpusu Armijnego.
W marcu 1916 roku, jako jeden z ważniejszych członków generalicji, brał udział w ofensywie nad jeziorem Narocz. Nie był wówczas zbyt dobrze oceniany, generał Michaił Aleksiejew pisał o Sireliusie, że Wydaje się mało prawdopodobne by był on w stanie poradzić sobie ze śmiałą i skoordynowaną akcją ofensywną lub ze systematycznym wykonaniem potrzebnego planu. Wszelkie próby usunięcia Sireliusa na tym etapie operacji nie powiodły się, gdyż jak mówiono wywołuje on wciąż porywy serca u jakiejś starszej babci, gdy tylko jego imię jest wymieniane, co miało świadczyć o względach jakimi się cieszył w Stawce. W czasie trwania ofensywy wojska dowodzone przez Sireliusa nie wykazały się większą aktywnością, a on sam utracił jedynie 1% swoich żołnierzy, do tego głównie z uwagi na mróz, a nie działania wojenne. W czasie trwania ofensywy Rosjanie stracili blisko sto tysięcy ludzi. Następnie operował wraz ze swoimi zgrupowaniami na terenie Dobrudży. 
Na stanowisku dowódcy 4 Syberyjskiego Korpusu Armijnego zastał go upadek monarchii. Dowodzenie utracił w ramach czystek w dowództwie, przeprowadzanych przez Rząd Tymczasowy. 10 kwietnia 1917 roku wpisany na listę rezerwy dowództwa w Piotrogrodzie, 28 września 1917, z uwagi na chorobę, odszedł ze służby wojskowej, z prawem do zachowania munduru i pensją. Od końca 1917 do 1918 roku Leonid-Otto Sirelius miał operować wraz z innymi zgrupowaniami Białych na południu Rosji. Następnie miał dostać się do niewoli, po czym przetransportowano do Piotrogrodu, gdzie został rozstrzelany w 1918 roku. Inne źródła rosyjskie podają natomiast, że do rozstrzelania Sireliusa miało dojść w 1920 roku lub też, że miał on wyemigrować do rodzinnej Finlandii, gdzie miał umrzeć około 1930 roku. Baza danych grupująca zabitych w latach 1914–1922 żołnierzy pochodzenia fińskiego, podaje że Sirelius został rozstrzelany w 1918 roku. Dokładna data i okoliczności śmierci nie są znane. Otto-Leonid Sirelius, obok generała piechoty Leonida Lescha, był najwyższym rangą oficerem pochodzenia fińskiego, który dosłużył się najwyższego stopnia generalskiego w Armii Imperium Rosyjskiego.

## Rodzina
Leonid-Otto Sirelius był synem Otta Arvida Ferdinanda Sireliusa (23 kwietnia 1818 w Hirvensalmi, zm. 20 marca 1892 w Tampere) i Marii Stackelberg (10 grudnia 1831 w Szwecji, zm. 4 października 1907 w Petersburgu). Był bratem m.in. Solona Aristotelesa (ur. 28 kwietnia 1861 w Petersburgu, zm. 23 grudnia 1935 w Helsinkach), Leo Aristidesa (ur. 26 lutego 1863 w Petersburgu, zm. 30 stycznia 1937 w Helsinkach) i Platona Akillesa (ur. 20 stycznia 1865 w Petersburgu, zm. 19 sierpnia 1917 w Piotrogrodzie) – także oficerów w wojsku rosyjskim. W Petersburgu poślubił Eugenię (Jenny) Schmidt (Schmitt). Z tego związku Vladimir/Władimir Schmidt (lata życia nieznane).

## Służba wojskowa

### Awanse
- podporucznik (08.08.1879)
- podporucznik gwardii (28.03.1882)
- porucznik gwardii (30.08.1883)
- sztabskapitan gwardii (29.03.1885)
- podpułkownik(1.04.1890)
- pułkownik (17.04.1894)
- generał major (14.04.1902)
- generał porucznik (10.07.1908)
- generał piechoty (06.12.1914)[2][3]

### Przydziały
- Lejb-Gwardyjski Preobrażeński Pułk (1879 – 26.11.1885)
- Nikołajewska Akademia Sztabu Generalnego, student (1882 – 1885)
- Wileński Okręg Wojskowy, w dyspozycji (1885)
- 26 Dywizja Piechoty, starszy adiutant sztabu (26.11.1885 – 5.12.1887)
- Lejb-Gwardyjski Fiński Pułk, dowódca roty (1.12.1886 – 1.12.1887)
- 2 Korpus Armijny, starszy adiutant sztabu (5.12.1887 – 1.04.1890)
- Sztab Generalny, urzędnik/stołonaczalnik (1.04.1890 – 1.07.1892)
- 4 Brygada Strzelecka, oficer sztabowy (1.07.1892 – 3.10.1895)
- Odeski Okręg Wojskowy, oficer sztabowy (3.10.1895 – 11.01.1897)
- Ambasady Imperium Rosyjskiego w Danii i Szwecji, agent wojskowy (11.01.1897 – 3.06.1903)
- 15 Pułk Strzelecki, dowódca batalionu (1.05.1903 – 1.09.1903)
- Lejb-Gwardyjski Pułk Jegrów, dowódca (3.06.1903 – 18.02.1906)
- 1 Brygada 1 Dywizji Piechoty Gwardii, dowódca (18.02.1906 – 10.07.1908)
- 23 Dywizja Piechoty, dowódca (10.07.1908 – 11.06.1910)
- 3 Dywizja Piechoty Gwardii, dowódca (11.06.1910 – 18.08.1914)
- 1 Korpus Armijny, dowódca (18.08.1914 – 30.08.1914)
- Miński Okręg Wojskowy, w rezerwie (30.08.1914 – 05.11.1914)
- 23 Korpus Armijny Imperium Rosyjskiego, dowódca (05.11.1914 – 28.12.1914)
- Dowództwo Frontu Północno-Zachodniego, w dyspozycji (28.12.1914 – 29.04.1915)
- 37 Korpus Armijny, dowódca (29.04.1915 – 03.06.1915)
- Dowództwo frontów Północno-Zachodniego i Zachodniego, w dyspozycji (03.06.1915 – 10.04.1917)
- 4 Syberyjski Korpus Armijny, dowódca (2.10.1915 – 10.04.1917)
- Petersburski Okręg Wojskowy, w rezerwie (10.04.1917 – 28.09.1917)[3]

## Ordery i odznaczenia

### Rosyjskie
- Order Świętej Anny III klasy (1891)
- Order Świętego Stanisława II klasy (1896)
- Order Świętej Anny II klasy (1899)
- Order Świętego Włodzimierza III klasy (1904)
- Order Świętego Stanisława I klasy (1906)
- Order Świętej Anny I klasy (06.12.1911)
- Order Świętego Włodzimierza II klasy z mieczami (26.02.1915)
- Order Orła Białego z mieczami (06.12.1915)[2]

### Zagraniczne
- Królewski Order Miecza, krzyż komandorski I klasy z gwiazdą (Szwecja, 1898)
- Order Dannebroga, krzyż komandorski I klasy (Dania, 1899)
- Order Świętego Olafa, krzyż komandorski I klasy (Szwecja, 1900)[2]